# The Outsiders House Museum
The Outsiders House Museum est un musée situé à Tulsa, dans l’Oklahoma, consacré au film initiatique The Outsiders (1983) de Francis Ford Coppola, ainsi qu’au roman du même nom publié en 1967 par S. E. Hinton, dont il est l’adaptation. Le musée a pour objectif de préserver la maison qui a servi de décor principal au domicile des frères Curtis, les personnages principaux de l’histoire. Il a été fondé par l’artiste hip-hop Danny Boy O’Connor, grand admirateur de longue date du roman et du film.
La maison, construite vers 1920, était une résidence privée avant de devenir un musée, à l’exception de son utilisation pour le tournage du film par Coppola aux alentours de 1982. Le film a conservé une base de fans fidèle et est également notable pour avoir révélé un jeune casting dont tous les membres ont ensuite connu une carrière majeure à Hollywood.
En 2009, alors qu’il était en tournée, O’Connor a fait une escale de trois jours à Tulsa. Il en a profité pour explorer les lieux du tournage du film, redécouvrant ainsi la maison. Par la suite, il a continué à la visiter régulièrement, jusqu’à l’acheter en 2016. Après d’importantes rénovations visant à restaurer et préserver l’authenticité des lieux tels qu’ils apparaissent dans le film, la maison a ouvert ses portes au public le 9 août 2019.
Depuis, le musée a élargi son impact culturel et communautaire à travers divers projets et reconnaissances. Deux plaques commémorant la collaboration entre Coppola et Hinton ont été installées, et les efforts de restauration se sont étendus à la station-service DX (désormais hors service) visible dans le film. En parallèle, O’Connor a publié deux ouvrages photographiques en lien avec le musée : The Outsiders ‘Rare and Unseen’ (2022), en collaboration avec David Burnett, et The Outsiders on Set (2024), avec Nancy Moran. Dès 2022, le musée accueillait environ 20 000 visiteurs. En 2023, il a été intégré comme lieu emblématique dans l’édition tulsaienne du jeu Monopoly. Salué pour son concept porté par les fans et sa vaste collection de souvenirs, le musée s’est imposé comme un site culturel de premier plan.

## Historique

### 1920 à 2008: résidence privée et lieu de tournage du filmThe Outsiders
Située dans le quartier Crutchfield au nord de Tulsa, à l’angle du 731 North St. Louis Ave et de la rue East Independence, la zone a été arpentée dès 1919, et l’on estime que la maison a été construite en 1920 grâce à un article de journal retrouvé dans les murs lors des rénovations de 2016. Elle a servi de résidence privée, à l’exception de la période où elle est devenue le décor de la maison des frères Curtis pendant le tournage du film The Outsiders (1983), vers 1982. Ce film, réalisé par Francis Ford Coppola, est une adaptation du roman éponyme de 1967 écrit par S. E. Hinton. Le film est notable pour avoir engagé de jeunes acteurs avant leur ascension vers la célébrité, tels que C. Thomas Howell, Ralph Macchio, Matt Dillon, Patrick Swayze, Rob Lowe, Emilio Estevez, Tom Cruise et Diane Lane. Depuis sa sortie, le film conserve une base de fans fidèle.
Après le tournage, la maison a retrouvé son usage initial de résidence privée.

### 2009 à 2015: redécouverte
En 2009, le rappeur Danny Boy O’Connor faisait une tournée et avait une escale de trois jours à Tulsa. Fan de longue date de The Outsiders, il s’est souvenu qu’il se trouvait dans la ville où le film avait été tourné, a demandé à un chauffeur de taxi de l’emmener voir les lieux de tournage et a redécouvert la maison. Il en a pris une photo, l’a postée sur MySpace, et celle-ci est rapidement devenue virale. Cela a mené O’Connor à fonder The Delta Bravo Urban Exploration Team[citation nécessaire], un projet qui explore et documente des lieux emblématiques de la culture pop issus du cinéma, de la télévision, de la musique ou de faits divers. La maison est reconnue comme étant leur tout premier lieu documenté.
Par la suite, O’Connor a continué à visiter régulièrement la maison à chacune de ses escales à Tulsa.

### 2016 à 2018: achat et restauration
Le 9 mars 2016, O’Connor a acheté la maison pour 15 000 $. Il affirme l’avoir achetée sans la visiter et, en y entrant pour la première fois, il a constaté qu’elle était dans un état délabré. Avec l’aide de ses amis Zachary Matthew et Donnie Rich, les rénovations ont débuté peu après, avec pour objectif de restaurer fidèlement la maison telle qu’elle apparaissait dans le film. L’Oklahoma Film and Music Office ainsi que le conseil municipal de Tulsa ont également apporté leur soutien. Des entreprises locales et des particuliers ont offert leur aide bénévole, notamment pour remettre à niveau les fondations, tondre la pelouse, et évacuer les déchets. Dans le cadre des efforts de restauration, l’équipe a veillé à reproduire des éléments précis du film, comme la porte d’entrée, les dégâts sur la clôture, ou encore les planches de bois manquantes aux fenêtres. Une campagne GoFundMe a été lancée pour collecter des fonds supplémentaires, avec des donateurs notables tels que Jack White, qui a donné 30 000 $, et Billy Idol. Pour soutenir la campagne, des projections du film ont été organisées en présence de l’acteur C. Thomas Howell. Le 5 août, les panneaux de rue à l’angle de la maison ont été rebaptisés "The Outsiders Way" et "The Curtis Brothers Lane".
En 2018, un événement s’est tenu à la maison, durant lequel Hinton et Howell ont laissé leurs empreintes de mains dans du ciment frais. Ce jour-là, O’Connor, Hinton et Howell ont tous les trois reçu une clé de la ville de Tulsa.

### 2019 à aujourd’hui: ouverture et retombées
Le 9 août 2019, une cérémonie d’inauguration officielle a marqué l’ouverture du musée au public.
La même année, l’institution a installé une plaque commémorative dans une ruelle au sud de la 5e rue entre Main Street et Boston Avenue, en l’honneur d’une scène de Rumble Fish (1983), un autre film de Coppola adapté d’un roman de Hinton et tourné à Tulsa.
Outre Howell, d’autres vedettes du film ayant visité les lieux entre la restauration et l’ouverture comprennent Rob Lowe, Ralph Macchio et Matt Dillon,.
En septembre 2022, à Sperry (Oklahoma), le groupe Upward Sperry a terminé la restauration de l’ancienne station-service DX, visible dans le film mais désormais hors service. Gary Coulson, président du groupe, a déclaré : « Ça prend vraiment de l’ampleur. J’hésite à le dire, mais c’est presque devenu un phénomène culte. Les gens affluent ici – et ça attire du monde. » Avec O’Connor, ils envisagent de raviver la nostalgie de The Outsiders à Sperry.
En octobre 2022, O’Connor et le musée ont publié The Outsiders: Rare and Unseen, un livre contenant 148 photos de David Burnett, le photographe de plateau. O’Connor a expliqué : « On a d’abord reçu une première série de photos, puis [Burnett] nous a dit qu’il en restait peut-être d’autres. Ils ont retrouvé les clichés bruts, et pour moi, c’est là que ça devient intéressant : les acteurs sont naturels, sans filtre, ils ne posent pas ».
Fin 2022, O’Connor estimait que le musée avait accueilli environ 20 000 visiteurs.
Le 14 avril 2023, dans le cadre du 40e anniversaire de la sortie du film, une plaque commémorative a été installée au drive-in Admiral Twin, lieu de tournage d’une scène du film.
La même année, une édition spéciale du jeu de société Monopoly consacrée à Tulsa a vu le jour, et le musée y a été choisi comme lieu emblématique par le fabricant Hasbro.
En mai 2024, O’Connor et le musée ont publié The Outsiders on Set, un livre de 254 pages contenant des photos de Nancy Moran, une photographe ayant visité le plateau durant le tournage. O’Connor a raconté que lorsqu’il a découvert l’existence de cette collection, il a contacté Moran — qu’il ne connaissait pas — et, à sa grande surprise, elle lui a permis d’utiliser les négatifs pour les développer.
Le 14 décembre 2024, la 98e édition de la parade de Noël de Tulsa a mis à l’honneur The Outsiders House Museum avec le thème « Stay Gold, Merry, and Bright », et O’Connor a été désigné Grand Maréchal.

## Conception
The Outsiders House Museum est conçu comme un musée fait par les fans et pour les fans. Il occupe toute la maison et comprend le porche avant, le salon, la salle à manger, la salle de bain et la cuisine, aménagés comme ils apparaissent dans le film. La collection compte plus de 500 éditions du roman dans différentes langues, la chaise de réalisateur de Francis Ford Coppola, des vêtements portés par les acteurs, une Plymouth Super Deluxe de 1949, entre autres objets.

## Réception
À propos du musée, l'autrice S. E. Hinton a déclaré : « Danny a fait un travail formidable avec The Outsiders House. Des gens viennent de partout aux États-Unis, voire du monde entier. Il m’a dit que des adolescentes sont entrées et se sont mises à pleurer. Ça me sidère. »
Kristi Eaton, du magazine Condé Nast Traveler, a qualifié The Outsiders House Museum d’« étape incontournable ». Hannah Rystedt, du OU Daily, l’a décrit comme un joyau, ajoutant : « c’est un rêve pour tout fan du film ou du roman. » Heide Brandes, du magazine Southern Living, l’a inclus parmi les 26 meilleures choses à visiter à Tulsa. Dans sa liste 2024 des « 25 choses à manger, voir et faire cet été », le magazine People a classé The Outsiders House Museum à la 3e place.